# Dave Brown (giocatore di football americano 1953)
David Steven Brown (Akron, 16 gennaio 1953 – Lubbock, 10 gennaio 2006) è stato un giocatore di football americano statunitense che ha militato nel ruolo di cornerback per quindici stagioni nella National Football League (NFL). Fu scelto nel corso del primo giro (26º assoluto) del Draft NFL 1975 dai Pittsburgh Steelers.

## Carriera
Dopo una carriera da All-American a Michigan, Brown fu scelto nel corso del primo giro del Draft 1975 dai Pittsburgh Steelers. La sua carriera iniziò promettentemente, vincendo subito il Super Bowl X nella sua stagione da rookie. La primavera successiva, Brown fu scelto dalla neonata franchigia dei Seattle Seahawks nel loro expansion draft. Trascorse dieci stagioni con la squadra, stabilendo diversi record di franchigia. Nel ruolo di cornerback pareggiò il record NFL con due intercetti ritornati in touchdown in una singola partita (4 novembre 1984 contro i Kansas City Chiefs). Dopo la stagione 1984 fu convocato per il suo unico Pro Bowl.
Dopo aver lasciato i Seahawks nel 1986, Brown giocò altre quattro stagioni con i Green Bay Packers, ritirandosi alla fine della stagione 1989. I suoi 62 intercetti lo posero al settimo posto nella classifica di tutti i tempi al momento del ritiro e i 50 fatti registrare a Seattle sono ancora il record del club. Nel 1992 fu eletto nel Ring of Honor dei Seahawks e quello stesso anno ritornò alla sua franchigia come allenatore dei defensive back, ruolo che mantenne fino al 1998. Nel 2025 fu inserito tra i migliori 50 giocatori del cinquantesimo anniversario della storia della franchigia.

## Palmarès

### Franchigia
- Super Bowl : 1

Pittsburgh Steelers: X
- American Football Conference Championship: 1

Pittsburgh Steelers: 1975

### Individuale
- Convocazioni al Pro Bowl: 1

1984
- Second-team All-Pro: 2

1984, 1985
- Seattle Seahawks Ring of Honor
- Formazione ideale del 35º anniversario dei Seahawks
- 50 migliori giocatori del 50º anniversario dei Seahawks
- College Football Hall of Fame